# De Overval (buurtschap)
De Overval is een buurtschap in de gemeente Steenbergen in de Nederlandse provincie Noord-Brabant. Het ligt in het zuidoosten van de gemeente, tussen Steenbergen en de Blauwe Sluis. Het woord 'overval' betekent hier overstroming.
De buurtschap bestaat uit een vijftiental huizen en ligt op ongeveer een kilometer ten oosten van Steenbergen bij een driesprong van dijkwegen. De buurtschap grenst direct aan het natuurgebied 'De Roode Weel', dat een van de restanten is van voor de inpoldering van de 15e eeuw. De omgeving is, net als het naburige Blauwe Sluis geliefd door sportvissers.
Stad: Steenbergen      Dorpen: De Heen · Dinteloord · Kruisland · Nieuw-Vossemeer · Welberg 

Buurtschappen: Blauwe Sluis · Bloemendijk · De Bocht · Boompjesdijk · Dintelsas · 't Haantje · Heense Molen · Koevering · Notendaal · De Overval ‎· Rolaf ‎· Visberg · Waterhoefke · Wildenhoek · Zwarte Ruiter

Noord-Brabant: Steden en dorpen      Nederland: Provincies · Gemeenten